# Борьба за независимость Латвии
Борьба за независимость Латвии (латыш. Latvijas brīvības cīņas), также Освободительная война Латвии (латыш. Latvijas atbrīvošanas karš), также Война за независимость Латвии (латыш. Latvijas Neatkarības karš) — общее название боевых действий на территории Латвии, начавшихся в конце 1918 года после завершения Первой мировой войны и провозглашения независимости Латвии 18 ноября 1918 года Народным советом Латвии и закончившихся 11 августа 1920 года подписанием Рижского договора между Латвией и РСФСР.

## Исколат и поражение Германии в Первой мировой войне
В августе 1917 года Исколат установил советскую власть на занятой стрелками территории. Была образована т. н. Республика Исколата, власть которой распространялась на неоккупированную германскими войсками часть Лифляндской губернии и латгальские уезды Витебской губернии. Председателем Исколата был избран Фрицис Розинь.
В сентябре 1917 года в оккупированной германскими войсками Риге латышские политические партии сформировали коалицию — Демократический блок (латыш. Demokrātiskais bloks). В начале декабря в Валке латышские национальные организации сформировали Латышский временный национальный совет (латыш. Latviešu Pagaidu nacionālā padome), который 2 декабря 1917 года принял формулировку о самоопределении Латвии. За 4 дня работы сессия совета принимает три призыва, две резолюции и две декларации («К революционной демократии России» и «Миру и народам»), в которых Латвия характеризуется как «автономное государственное образование».
Однако огромное влияние в Лифляндии и Курляндии было у Латышской социал-демократической рабочей партии (ЛСДРП).
В середине декабря в освобождённой от немцев Валмиере состоялся II-й съезд рабочих, солдат и безземельных депутатов, провозгласивший себя высшим органом власти Латвии. На выборах в Учредительное собрание социал-демократы получили 72 % голосов в Видземе, 51 % в Латгалии, а в латышских стрелковых полках 96 %.
24 декабря 1917 года (6 января 1918 года) в Валке ЦК СДЛ и Исполнительный комитет Совета рабочих, солдатских и безземельных депутатов Латвии (Исколат) принял декларацию о самоопределении Латвии как автономной части Советской России, в которой говорилось, что:

Латышский пролетариат… никогда и нигде не высказывал желания и не проявлял тенденции к отделению от России.

5 января 1918 года в Таврическом дворце собралось Всероссийское учредительное собрание и там депутат Ян Голдман от имени Временного Национального Совета Латвии зачитал ‘'Декларацию об автономии Латвии от России‘'.
На своей Второй сессии, прошедшей с 28 по 31 января 1918 года в Петрограде, Латышский временный национальный совет впервые официально выдвинул требование о создании независимого Латвийского государства. При этом резолюцию 30 января Нацсовет держит в тайне, договорившись не публиковать текст в прессе. Его, однако, отправляют иностранным представителям.
После срыва мирных переговоров с Советской Россией в Брест-Литовске, 18 февраля германские войска начали стремительное наступление по всему фронту и к 22 февраля заняли всю территорию Латвии.
Исколат уже загодя ожидает германское наступление. Большевики не лелеют надежд относительно возможности остановить или хотя бы задержать германцев. Чтобы спастись, Исколат решается на непривычный в то время радикальный шаг — из рядов интеллигенции, состоятельных латышей и местных немцев берут сотни заложников, которых вывозят в Россию, чтобы застраховаться от возможных германских репрессий.
Наступление Германии на Латвию и Эстонию — быстрое и чрезвычайно успешное. Германцы захватывают около 17 тысяч пленных, а также трофеи: около 1500 пушек, 669 пулемётов, 355 миномётов, 150 тысяч винтовок, 20 тысяч транспортных средств (в том числе 769 автомашин) и 27 самолётов. Германские потери в этой операции, даже несмотря на небольшую численность задействованных сил, ничтожны — 20 погибших и 89 раненых.
3 марта 1918 года в Брест-Литовской крепости Россия подписывает мирный договор с Центральными державами — Германией, Австро-Венгрией, Болгарией и Османской империей.
Президент США Вудро Вильсон выдвигает принцип самоопределения народов в качестве одной из основ послевоенной международной системы. Германия использует это в своих интересах, оккупируя восточные территории и поддерживая формирование лояльной себе местной элиты. В Балтии, которую немецкая пропаганда называет «германской землей», такая элита уже существует — остзейское дворянство, которое охотно откликается на призыв от имени жителей Балтии реализовать право народов на самоопределение. Восьмого марта 1918 года Курляндский расширенный ландтаг в Елгаве объявил о восстановлении Герцогства Курляндского и Семигальского. Прогермански настроенные круги пытались реанимировать государственное образование, которое было бы тесно связано с Германской империей.
В начале ноября ландтаги провозгласили (при поддержке германского командования Обер-Ост) создание на территории Курляндской, Лифляндской и Эстляндской губерний прогерманского Балтийского герцогства (нем. Vereinigtes Baltisches Herzogtum). Однако это государство так и осталось лишь на бумаге.
В связи с поражением Германии на Западном фронте Первой мировой войны, 11 ноября 1918 года ею было подписано Компьенское перемирие, статья 12 которого предусматривала оставить в Прибалтике оккупационные войска побеждённой в войне Германии, чтобы не допустить в Прибалтике восстановления советской власти. Формально там было написано следующее:

Все немецкие войска, которые оказываются в настоящее время на территориях, которые до войны являлись частью России, должны также будут возвратиться на границы Германии, определённые выше, как только союзники признают момент наступившим, учитывая внутреннее положение этих территорий.

## Провозглашение независимости Латвии
После начавшейся в Германии 9 ноября 1918 года революции Германская Империя развалилась и Балтийское герцогство прекратило своё существование. В условиях фактической оккупации немецкими войсками, 17 ноября 1918 года Латышский временный национальный совет и Демократический блок согласились на совместное формирование временного парламента — Народного совета Латвии (латыш. Tautas padome). В нём не были представлены ориентированные на Советскую Россию большевики и прогермански настроенные буржуазные политики. Председателем стал Янис Чаксте, а пост президента министров Временного правительства Латвии занял Карлис Улманис.
Фактически Народный совет являлся временным парламентом Латвийской Республики и действовал до 30 апреля 1920 года.
Черновик текста декларации независимости составил временный уполномоченный Германии Август Винниг.
18 ноября в Русском театре (ныне Национальный театр) Народный совет Латвии провозгласил независимую и демократическую Латвийскую Республику.
Уже 26 ноября от Германского правительства был получен документ, в котором признавались права Временного Правительства Латвии на всей территории, населённой латышами. А также немецкое гражданское управление официально передавало власть Временному правительству Латвии.
Одновременно (18 и 19 ноября) в Риге состоялась подпольная XVII конференция социал-демократов Латвии (большевиков), участники которой в числе первых задач выдвинули организацию вооружённого восстания, изгнание оккупационных армейских подразделений из республики, свержение Временного правительства Карлиса Улманиса и установление советской власти в Латвии.
Для практической подготовки к восстанию на конференции был сформирован Военно-революционный комитет Латвии, в подчинении у которого находились боевые дружины. Руководство Латвийским Военревкомом взяли на себя член ЦК СДЛ Янис Шилф (Яунзем) и Янис Зуковский (Теодор).
За короткий промежуток времени во многих городах и населённых пунктах страны были созданы местные ячейки Латвийского ВРК, в том числе 24 ноября был сформирован Рижский Военревком. Наиболее активными его участниками были Фрицис Шнейдерс, Янис Мирамс и Вилюмс Зиле.

### Организация защиты Временного правительства Улманиса
Поскольку в ноябре 1918 года по Компьенскому перемирию немецкие войска начали планомерный отвод своих войск с оккупированных ранее территорий, по совместному соглашению с германским командованием Красная Армия начала продвижение своих войск на запад по всему Западному фронту РСФСР, находясь в 10—15 километрах от отступающих немецких частей.
29 ноября 1918 года главнокомандующий Красной Армии И. И. Вацетис получил приказ председателя Совета Народных комиссаров РСФСР В. И. Ленина «оказать поддержку в установлении советской власти на оккупированных Германией территориях». Ещё до отправки этой телеграммы 13 ноября состоялось внеочередное заседание Военно-революционного совета РСФСР, на котором было принято решение незамедлительно начать оказывать поддержку балтийским большевистским вооружённым формированиям, сражавшимся за установление советской власти в бывших балтийских губерниях, занятых кайзеровской армией и успевших выйти из состава Российской Империи. Согласно этому решению в середине ноября войсковые подразделения Западного оборонительного округа были сведены в Западную армию. Далее, осознавая численное и техническое превосходство германских вооружённых формирований, оставленных в Латвии, Реввоенсовет РСФСР направил в республику в распоряжение Седьмой и Западной армий отдельные литовские, латышские и эстонские советские армейские подразделения, сражавшиеся до этого на других участках советского фронта. В частности, латышские части были развёрнуты в армию Советской Латвии в составе двух дивизий.
Поскольку большевики были настроены антинемецки и разворачивали на занятых территориях красный террор, потоки беженцев устремились в западные районы Латвии — города Либаву и Виндаву. По инициативе офицера Генштаба Германии из Железной бригады капитана Бизе было решено держать рубеж Виндавы, «чтобы не бросать на произвол судьбы находящихся под сильным давлением соплеменников из Прибалтики». 20 ноября началась вербовка в «Добровольческий егерский корпус Гольдинген», куда записалось 200 человек.
7 декабря 1918 года Временное правительство заключило соглашение с уполномоченным Германии в Прибалтике Августом Виннигом о создании ополчения с целью защиты территории Латвии от наступления Красной Армии — ландесвера в составе 18 латышских, 7 немецких и 1 русской роты. Реально были сформированы 7 латышских рот, из которых 4 оказались «неблагонадежными». Две из них восстали 30 декабря 1918 года, бунт был подавлен остальными частями ландесвера, 11 зачинщиков были расстреляны. В соответствии с соглашением доля латышей в ландесвере должна была составлять 2/3 (это условие так и не было соблюдено, доля латышей не превышала 1/3).
29 декабря 1918 года правительство Улманиса заключило отдельный договор с Виннигом о мобилизации на защиту Латвии немецких добровольцев из числа военнослужащих Германии, которым были обещаны «полные права гражданства» Латвии и земельные наделы, при условии их участия в боевых действиях по защите Латвийской Республики в течение не менее чем четырёх недель.
Сотрудничество Временного правительства с оккупационной властью вызвало недовольство латышского населения, значительная часть которого симпатизировала большевикам. 30 декабря Народный совет покинули социал-демократы.

### Советское наступление и образование Латвийской Социалистической Советской Республики
4 декабря ЦК СДЛ совместно с представителями Совета рабочих депутатов Риги, Валки и Лиепаи сформировал временное правительство Советской Латвии. Его председателем был избран Пётр Стучка, а заместителями стали Карл Данишевский и Р. Я. Эндруп. Членами советского правительства были избраны Я. Шилф, А. Ю. Берце (Арайс), К. Я. Петерсон, Янис Ленцман и ещё двое депутатов из Центрального Комитета СДЛ.
9 декабря войсками Красной Армии был занят Даугавпилс, 10-го Алуксне, 18-го Валка. 22 декабря правительство Советской России издало декрет о признании независимости Советской Латвии.
23 декабря были заняты Валмиера и Цесис, а 30 декабря — Сигулда. После непродолжительных боёв с Железной дивизией и подразделениями ландесвера у Инчукалнса, 3-4 января 1919 года 1-й, 4-й и 6-й полки красных стрелков вступили в Ригу.
После занятия Риги и провозглашения Советской Латвии была создана Армия Советской Латвии, её основу составили подразделения красных латышских стрелков. Был организован призыв в армию; в результате численность личного состава была увеличена вдвое. К середине мая она насчитывала 26 480 штыков. В здании рижской Николаевской гимназии была открыта школа красных командиров.
С 13 по 15 января в Риге состоялся I съезд Советов рабочих, безземельных и стрелковых депутатов объединённой Латвии, который провозгласил в Латвии советскую власть и принял конституцию ССРЛ. Съезд также утвердил правительство Советской Латвии во главе с Петром Стучкой.
К началу февраля 1919 года Армии Советской Латвии удалось занять большую часть территории Латвии, за исключением небольшой области вокруг портового города Лиепаи, которая оставалась под контролем временного правительства Латвии, возглавляемого Карлисом Улманисом. Обороняли плацдарм силы ландесвера, совместно с отдельным латышским батальоном. Из 15-тысячной группировки Гольца в марте 1919 года под командованием полковника Балодиса было 849 штыков (собственно латыши), все остальные — ландесвер (куда входил и русский отряд князя Ливена в 250 человек) и немецкие части из добровольцев бывшей кайзеровской армии. Таким образом, войну за освобождение Латвии начали силы, на 80 % состояли из немцев. В Армии Советской Латвии (АСЛ) соотношение было обратное: более 80 % латышей.

### Либавский плацдарм: почему немцы защитили Улманиса
После взятия Риги красными частями правительство Улманиса эвакуировалось в Либаву и оттуда распорядилось о всеобщей мобилизации в защищаемой немцами части Курляндии. Эффект этого обращения был невелик, что успокоило немцев, усматривавших опасность в планах национализации земли и изгнания их соотечественников из независимой Латвии. 5 января 1919 года был организован Латышский отдельный батальон под командованием Оскара Калпака. 31 марта на юге современной Эстонии была сформирована Северолатвийская бригада, поначалу насчитывавшая около 2000 солдат и офицеров. Возглавлял Северолатвийскую бригаду полковник Йоргис Земитанс. Однако силы этих боевых единиц были ничтожно малы: так, в батальоне Калпака на февраль 1919 года числилось всего 276 бойцов.
С января 1919 года Армия Советской Латвии (АСЛ) не слишком проявляла себя, так как вследствие развала немецких войск и того, что в середине января 8-я дивизия Германии практически перестала существовать, большевикам все доставалось само собой. Однако 14 января главнокомандующий АСЛ поставил задачу 1-й латышской стрелковой бригаде наступать на Либаву. Защита либавского плацдарма была объявлена важнейшей задачей немецких войск, оставшихся в Курляндии, поскольку сдача города грозила бы смертью многочисленным беженцам, укрывшимся там от красного террора. Однако германское командование рассматривало возможность эвакуации из порта.
17 января командование Железной бригадой, в которой остались 306 человек и 21 пулемет, принял на себя майор Бишоф. После отсева из состава военнослужащих и прибывших из Германии добровольцев мародёров и неблагонадежных он дал горстке своих бойцов название Железная дивизия. Он выбрал тактику мелких фронтовых операций и рейдов силами маленьких подвижных отрядов.
30 января красные взяли Виндаву.
1 февраля в Либаву прибыл генерал Рюдигер фон дер Гольц, принявший на себя командование немецкими войсками. Он же стал губернатором Либавы.

## Действия сторон конфликта в первой половине 1919 года
C момента переезда Временного латвийского правительства в Либаву оно находилось в жестоком конфликте с сильнейшими в экономическом отношении слоями населения страны — немцами и евреями, указывается в книге мемуаров германской серии «Описание послевоенных боев германских войск и фрайкоров» (1937-38), написанной на основе материалов воинских частей и командиров. Правительство Улманиса «старалось усилить свои позиции пестованием самого радикального латышского национализма, но понимание в этом встретило только у весьма тонкой прослойки ещё только возникающей латышской интеллигенции… Правительство относилось к германским оккупационным властям враждебно, хотя и нуждалось в защите от большевиков». Улманис стоял на стороне Антанты и периодически пытался «натравить близкое к нему по политической окраске правительство Германской империи на военное командование».
У правительства Улманиса отсутствовала прочная опора в населении: около 60 % были настроены пробольшевистски, и с приверженцами Улманиса их объединяла только ненависть к немцам.
Спустя 2 месяца после подписания соглашений о ландесвере и привлечении добровольцев в Железную дивизию политика Временного латвийского правительства стала безусловно антигерманской. Самым больным вопросом был вопрос о поселении для добровольцев — формально им было обещано только гражданство, а гарантии поселения были даны прибалтийскими крупными помещиками при других обстоятельствах. Переговоры, которые вел по этому вопросу Винниг с правительством в январе, не были доведены до конца.
Германские войска Улманис пытался представить лишь как вспомогательные, объявив в Курляндии принудительную мобилизацию, расцениваемую немцами как формирование большевистских по умонастроениям воинских формирований в их тылу. Однако удалось набрать в Либаве несколько сотен рекрутов, переведенных под начало Оскара Калпака. Влияние этого батальона на ландесвер было невелико.
Страны Антанты, и в первую очередь Англия, считали, что должны защищать свои экономические интересы, поэтому старались укреплять тылы Временного правительства Улманиса.
В феврале из Германии на подкрепление Железной дивизии прибыла 1-я гвардейская резервная дивизия, воспрепятствовавшая продвижению красных на Либаву. Однако снабжение войск было крайне недостаточным ещё и ввиду того, что Антанта прекратила железнодорожное сообщение на линии Мемель-Прекульн.
12 февраля ландесвер отбил у большевиков Гольдинген, 24 февраля — Виндаву.

### Переворот 16 апреля, правительство Ниедры
Поскольку в планах Улманиса было конфисковать имения остзейских землевладельцев, немецкие солдаты опасались, что Улманис, использовав их в вооружённой борьбе, впоследствии нарушит соглашение. Поэтому 16 апреля в Лиепае Ударный отряд ландесвера под командованием лейтенанта Ганса фон Мантейфеля совершил переворот и разогнал Временное правительство Латвии. Улманис бежал на пароход «Саратов», прибывший из Таллинa с грузом оружия для верных Улманису военных и стоявший в Лиепайском порту под охраной английских военных. Под охраной британских и французских военных кораблей судно вышло на рейд и около двух месяцев провело в море.
26 апреля 1919 года немцы предложили стать премьер-министром Латвии лютеранскому пастору Андриевсу Ниедре, латышу по национальности, получившему известность благодаря своим острым выступлениям на страницах латышских газет. Он придерживался гораздо более умеренных взглядов по вопросу конфискации земли у баронов, при этом был настроен против большевиков, считая их большей угрозой, чем немцев. Официальной датой вступления правительства Ниедры в полномочия считается 10 мая 1919 года.
Таким образом, с апреля по июнь в Латвии было три правительства: правительство Улманиса (которое, находясь в море, не могло серьёзно влиять на ход событий, так как ему подчинялась лишь созданная в южной Эстонии под патронажем Эстонской армии Северолатвийская бригада), прогерманское правительство Ниедры и советское правительство Стучки.

### Бои за Ригу
Весной 1919 года в рядах красных латышских стрелков боевой дух упал: они рассчитывали, что вернувшись на родину, он получат конфискованную у немецких баронов землю, однако Стучка не раздал её желающим, а решил создавать на основе имений совхозы. Это разочаровало бойцов, хотя расчёт командования был понятен: начни раздавать земельные наделы, стрелки разбегутся по своим хуторам, чтобы участвовать в наделении землёй.
Стучка решил поднять боевой дух за счет «национального вопроса»: 25 апреля он издал декрет об изгнании из страны местных немцев. До конца войны всех мужчин немецкой национальности заключали в концлагеря, а женщин — в тюрьмы в качестве заложниц. Стали распространяться слухи о массовых казнях. В изданной в 1928 году брошюре «Борьба Латвии за свободу» указывается, что за время правления Стучки было расстреляно или умерло в рижских тюрьмах 3 483 человека.
Это мобилизовало силы ландесвера: в Риге и Видземе у его солдат оставалось множество родных и близких.

#### Действия ландесвера и ливенцев
1-я бригада красных стрелков, оборонявшая Ригу с запада, насчитывала 7 773 человека, стоявшие южнее на олайнском участке 10-й и 16-й полки — 2 973. Ландесвер насчитывал 6 069 человек (в их число входила и бригада Балодиса — 1 500), в Железной дивизии, стоявшей под Олайне, было 8 090 человек. Поскольку Берлин запретил фон дер Гольцу использовать германские части, вся тяжесть наступательной операции легла на ландесвер.
Чтобы захватить Ригу, надо было быстро установить контроль над единственным уцелевшим мостом — Любекским. В этом помогли русские добровольцы князя Ливена. Его заместитель полковник Дыдоров рассказывал, что за «долгое стояние в Кальнцеме с этим болотом наши добровольцы уже были несколько знакомы, и более других знал эти тропы нынешний депутат Сейма от русских Григорий Сергеевич Елисеев. За 2 дня до наступления ему было поручено — совершенно секретно — обстоятельно исследовать ту тропинку, по которой, хотя бы на руках, можно было за пехотой протащить орудия». Прапорщик Елисеев вывел ударные батальоны Мантейфеля и Медема прямо в тыл 2-го латышского стрелкового полка. После короткого боя красные частично сдались в плен, частично разбежались. Ландесвер перехватил телефонные линии, заверяя большевиков, что на фронте все спокойно, в то время как до столицы оставалась четверть пути. Это позволило, по воспоминаниям Дыдорова, 22 мая 1919 года «буквально влететь в Ригу, застав комиссаров в парикмахерских, столовых и просто на улице».
Ударный отряд Мантейфеля и отряд капитана фон Медема ворвались в Пардаугаву и быстрым броском вышли на Любекский мост. Подтянувшаяся батарея под командованием лейтенанта Шлагеттера подавила пулеметные гнезда в окрестных домах и освободила путь к центру.
Мантейфель с 12 бойцами устремился к Центральной тюрьме, чтобы спасти заложников. 41 человек был расстрелян красными, остальных Мантейфель спас ценой жизни — он был убит при штурме тюрьмы.
К 14.00 к Риге подошли передовые подразделения Железной дивизии. Была применена авиация — первые цельнометаллические истребители D.I , не успевшие на фронт Первой мировой войны. После их атаки дивизион тяжелой артиллерии красных разбежался. Его примеру последовали другие части.
К вечеру 22 мая ландесвер закрепился в районе Юглы, ливенцы очистили от красных северную часть Риги, включая Царский лес и Магнусгольм. Гарнизон Магнусгольмского форта (600 красноармейцев) сдался без боя вместе с броневиком.
«Встреча в городе не поддается описанию. Некоторые целовали ноги всадников. Несмотря на то что на улицах и у некоторых домов шли бои, население, одетое по-праздничному, бежало навстречу; из всех окон приветствовали флагами, платками», — вспоминал Дыдоров в 1930 году.

#### Действия Балодиса
Генерал Балодис воевал с остатками 1-й латышской красной бригады под Пиньки, что было описано в изданной в 1930-е годы «Истории латвийской Освободительной войны» под редакцией генерала Пеникиса как «ожесточенный 7-часовой бой». Однако потери 1,5-тысячной бригады — 1 убитый, 11 раненых — заставляют сомневаться в накале того боя. Если верить воспоминаниям самого Балодиса, который предотвратил расправу ландесверовцев над захваченными в плен красными латышами, он должен был рваться именно в Ригу, удерживавшуюся как раз его красными собратьями. «В своих действиях я руководствовался мыслью, что нужно смотреть в будущее и думать, что нам нужно будет как-то жить в одной стране с людьми разных убеждений», — писал Балодис.

#### Крах «красного» правительства
Новый генерал-губернатор Риги, командир ландесвера майор Флетчер выпустил приказ, согласно которому подлежали расстрелу те, кто укрывал коммунистов, хранил оружие, нарушил комендантский час. Всё реквизированное при Стучке имущество и одежду надлежало сдать в ближайший полицейский участок в течение 48 часов. За промедление тоже полагался расстрел. В брошюре «Борьба Латвии за свободу» (Рига, 1928) говорится, что «на третий день после взятия Риги на кладбище Матиса свезли 200 трупов».
Красные части были деморализованы, началось массовое дезертирство. Главком РККА Вацетис направленное к нему обращение Стучки удовлетворить не мог, так как отбивал Колчака на Волге, Родзянко — у Петрограда. Армия советской Латвии заняла оборону в Латгалии, была переименована в 15-ю армию РККА, затем самые боеспособные части свели в Латышскую стрелковую дивизию и направили на другие фронты. Таким образом, взятие Риги 22 мая 1919 года положило конец «советскому проекту» в Прибалтике.

### Контратака сил Латвийской Республики
После того, как 22 мая 1919 года ландесвер, Железная дивизия, состоявшая из прибывших из Германии добровольцев, и белогвардейские формирования под командованием князя Ливена заняли Ригу, правительство Ниедры переехало в латвийскую столицу. Немецкое военное и политическое руководство получило возможность создать в Латвии политический режим германской ориентации и обратило оружие против латышских национальных вооружённых формирований и поддерживающей их Эстонской армии.
Правительство Ниедры прекратило свою деятельность 26 июня 1919 года, после того, как 23 июня эстонская армия и воевавшие в её составе латышские полки Северолатвийской бригады разбили под Цесисом отряды ландесвера и Железной дивизии. Ниедра был вынужден бежать из Латвии.

### Цесисская битва
27 июня 1919 года временное правительство Улманиса вернулось на берег в Лиепае и на следующий день возобновило работу в обычном режиме.
2 июля в результате прорыва линии обороны Риги Эстонской армией во главе с Й. Лайдонером и латышскими полками командование ландесвера и Железной дивизии согласилось на перемирие, предложенное представителями Антанты и вступившее в силу 3 июля. После этого, согласно условиям перемирия, к 5 июля 1919 года последние части Железной дивизии покинули Ригу, а подразделения ландесвера были включены в состав Латвийской армии.
8 июля на пароходе «Саратов» временное правительство Улманиса вернулось в Ригу.

## Наступление Западной добровольческой армии
В сентябре 1919 года бывший командующий германским корпусом в Латвии граф Рюдигер фон дер Гольц при поддержке руководства германского рейхсвера организовал в германских лагерях для военнопленных вербовку и переправку в Латвию военнопленных солдат и офицеров русской армии, которые вошли в состав добровольческой Западной армии под командованием полковника Павла Бермондт-Авалова. В состав Западной армии были также включены подразделения формально ликвидированного германского корпуса фон дер Гольца и остававшиеся в Латвии отряды белых (корпус имени графа Келлера и др.) — к концу сентября в армии числилось 51—52 тыс. человек. 20 сентября Бермондт-Авалов объявил о принятии на себя всей полноты власти в Прибалтике и отказался подчиняться командующему войсками Белых армий на Северо-Западе России генералу Юденичу.
В первых числах октября 1919 года войска Бермондта-Авалова начали наступление на Ригу. Латышские части сдержали их натиск вдоль Западной Двины (Даугавы) и к 11 ноября при содействии флота Антанты и эстонской армии отбросили бермонтовцев от Риги. К концу ноября территория Латвии была полностью от них освобождена. Бермондт-Авалов эмигрировал в Германию.
25 ноября 1919 года Латвия объявила войну Германии.

## Советское отступление и окончание войны
После падения Риги войска Латвийской Советской республики отступили в Латгалию. Резиденцией советского правительства Стучки с 11 июня 1919 г. стал город Резекне. Вскоре армия ЛССР была реорганизована в 15-ю армию РККА. В июле её командующим был назначен Август Корк. В её состав кроме дивизии красных стрелков были включены три дивизии, сформированные на территории РСФСР (4-я, 10-я, 11-я) и эстонская советская бригада.
В январе 1920 года при поддержке польских войск армия Латвийской Республики заняла всю территорию Латвии. 13 января правительство Стучки объявило о прекращении своей деятельности, а 30 января в Москве Латвийская Республика и РСФСР заключили перемирие.
Несмотря на объявленное перемирие, части 1-й Курляндской и 2-й Лифляндской латвийских дивизий продолжали вести глубокую разведку и набеги против частей 48-й дивизии РККА, дислоцированной в районе Дриссы. В мае 1920 года продолжался захват советских пленных и вооружения, в том числе были захвачены четыре артиллерийских орудия. Только после начала наступления красных войск Западного фронта РСФСР против поляков, 7 июля 1920 года латвийскими частями стал соблюдаться нейтралитет.
11 августа 1920 года правительство Латвии подписало договор о мире с РСФСР, по которому Советское правительство:

…признаёт безоговорочно независимость, самостоятельность и суверенность Латвийского Государства и отказывается добровольно и на вечные времена от всяких суверенных прав кои принадлежали России в отношении к латвийскому народу и земле…

26 января 1921 года страны-победители в Первой мировой войне (Антанта) официально признали независимость Латвийской Республики.
22 сентября 1921 года Латвия и две другие прибалтийские страны были признаны Лигой Наций.

## Красный и белый террор

### Красный террор
В отличие от Советской России, в Латвийской Социалистической Советской Республике не была создана Чрезвычайная комиссия. Функции ВЧК выполняли Революционные трибуналы, следственные комиссии и политотделы уездных исполкомов. Так как для всех действительных и мнимых врагов советской власти мест в тюрьмах не хватало, решением Реввоенсовета республики от 24 февраля были сооружены три концентрационных лагеря (позже был открыт ещё один). Латвийский историк Виестур Спруде оценивает общее количество заключённых в тюрьмах и концлагерях Советской Латвии в 18 000 человек.
Заключение в концентрационный лагерь не всегда спасало от казни: в лагерях проводились расстрелы заключённых. В одном только Валмиерском концлагере было казнено около 300 человек.
Общее количество жертв красного террора в Латвии оценивается примерно в 5 000 человек. Сильнее всех пострадало немецкое меньшинство, а также духовенство. Идеология большевизма считала немцев угнетателями народа: под лозунгами «Смерть немцам!» и «Смерть предателям!», красные латышские стрелки мстили «ненавистным баронам», выполняя призыв Стучки — «уничтожать 100 немцев за каждого убитого большевика».
Считается, что красный террор был одним (помимо голода и хозяйственной разрухи) из факторов, определивших потерю доверия населения Латвии к правительству Стучки.

### Белый террор

Мемориал жертвам репрессий в Кулдиге.

В ходе наступления в феврале-мае 1919 года Ландесвер и Железная дивизия широко применяли внесудебные расстрелы по обвинению в симпатиях к большевикам. Так, после взятия Кулдиги в ночь с 12 на 13 февраля, в течение нескольких дней было расстреляно 136 гражданских лиц. В Вентспилсе было убито около 200 человек, среди которых были даже чиновники Временного правительства. 18 марта Ландесвер занял Елгаву и, мстя за расправы большевиков против елгавских немцев, расстрелял около 500 человек, включая красных стрелков из застрявшего в Елгаве санитарного поезда.
Число жертв белого террора, развернувшегося после взятия Риги 22 мая, точно не установлено: историки оценивают их количество от двух до 4,5 тысяч. Репрессии ослабли только после вмешательства руководителя английской миссии майора Кинена.
Историк Рихард Трейс отмечает, что военнослужащие армии Бермондта-Авалова часто садистски убивали пленённых солдат латвийской армии. Так после неудачной атаки 15 октября в Задвинье пленённому лейтенанту Фихтенбергу выкололи глаза и отрезали язык, замучив до смерти.
На территориях, контролируемых силами Временного правительства Улманиса, также действовали военно-полевые суды. Широкую огласку получил приговор военно-полевого суда Валмиерской комендатуры, по которому 21 декабря 1919 года были казнены 11 местных комсомольцев (в том числе 6 девушек), обвинённых в подготовке вооружённого мятежа.

## Репрессии по отношению к латвийским большевикам-подпольщикам
После ухода из страны красных стрелков, некоторая часть коммунистов осталась в Латвии и ушла в подполье. Эта группа подверглась репрессиям и террору со стороны латвийской политической полиции. В ночь на 11 июня 1921 года, по приговору латвийского военно-полевого суда в рижской тюрьме были расстреляны: А. Берце (Арайс), секретарь компартии Латвии Я. Шильф, Ф. Бергман, О. Эглит, Э. Куммерман, Ж. Легздинь, В. Лидумс, Г. Миеркалнс. Многие другие члены организации были арестованы и посажены в тюрьмы. Эти события вызвали возмущение у части рабочего населения, вылившиеся в большой митинг протеста 6 июля 1921 года.